# Myrmotherula assimilis
Myrmotherula assimilis е вид птица от семейство Thamnophilidae.

## Разпространение
Видът е разпространен в Боливия, Бразилия, Колумбия и Перу.